# Max von Weinzierl

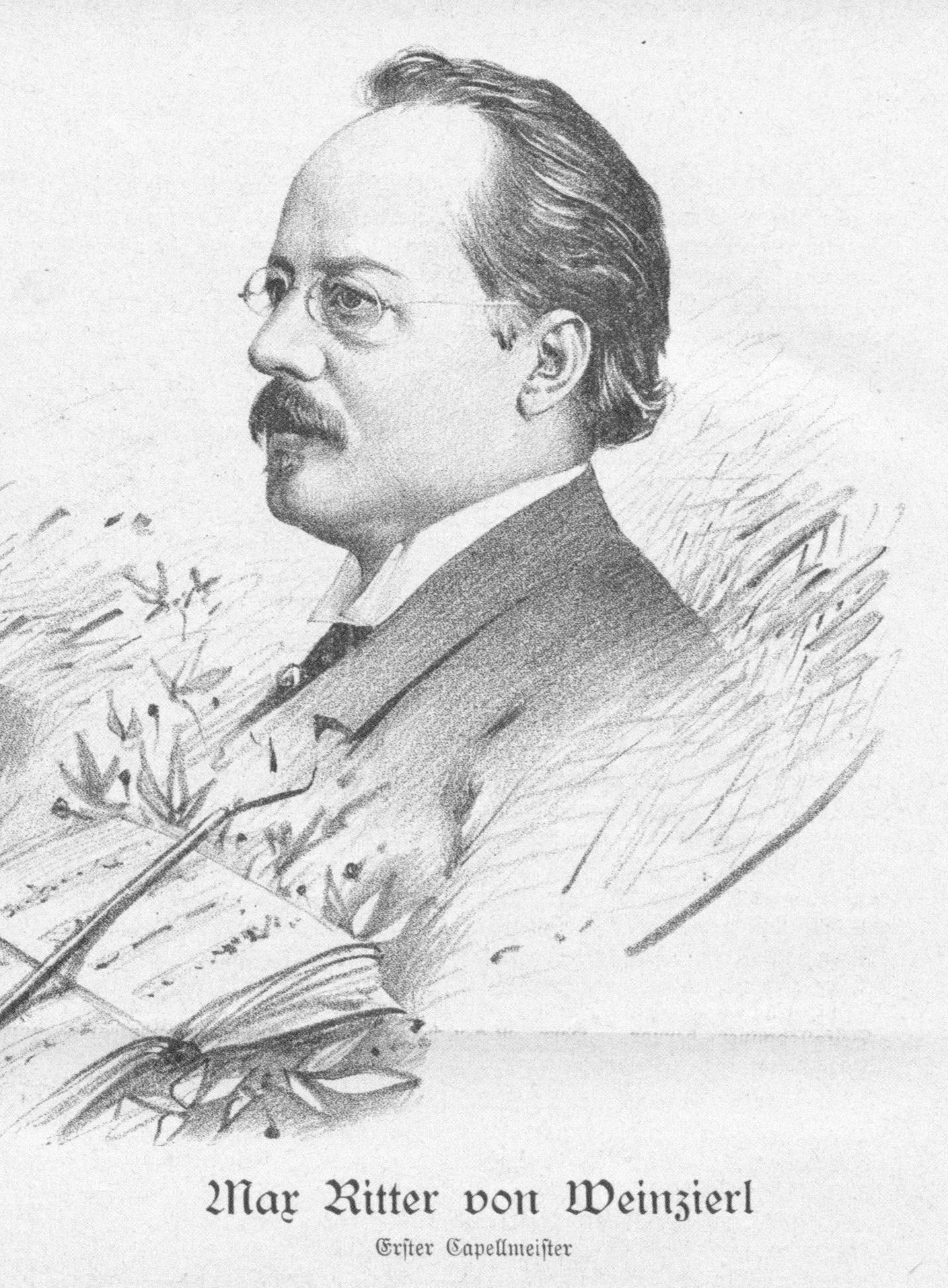
Max Ritter von Weinzierl (1893)

Max Ritter von Weinzierl (* 16. September 1841 in Bergstadtl; † 10. Juli 1898 in Mödling) war ein österreichischer Komponist, Theaterkapellmeister und Chordirigent.

## Leben
Max von Weinzierl war ein Sohn des fürstlich Schwarzenberg’schen Domänen- und Bergwerksdirektors Anton von Weinzierl († 1860) und dessen Ehefrau Theresia, geb. Spoth. Der Agrarwissenschaftler Theodor von Weinzierl war sein Bruder.
Er besuchte das Gymnasium in Prag, wo er ersten Musikunterricht erhielt und war von 1858 bis 1860 Praktikant auf einem Gutshof der Familie Schwarzenberg.
Danach absolvierte er das Piaristengymnasium in Wien und studierte von 1860 bis 1864 Violoncello und Klavier am Konservatorium der Gesellschaft der Musikfreunde in Wien.
Daneben war Max von Weinzierl als Privatlehrer tätig und trat ab 1868 vermehrt als Chordirigent Wiener Männergesangsvereine hervor. Um 1881 war er Gauchormeister des Freien Gauverbandes Wien sowie Kapellmeister am Wiener Ring-Theater. 1884–1892 fungierte er als künstlerischer Leiter der Wiener Singakademie, 1893–1898 als Kapellmeister und Leiter der Chorelevenschule am Raimundtheater.

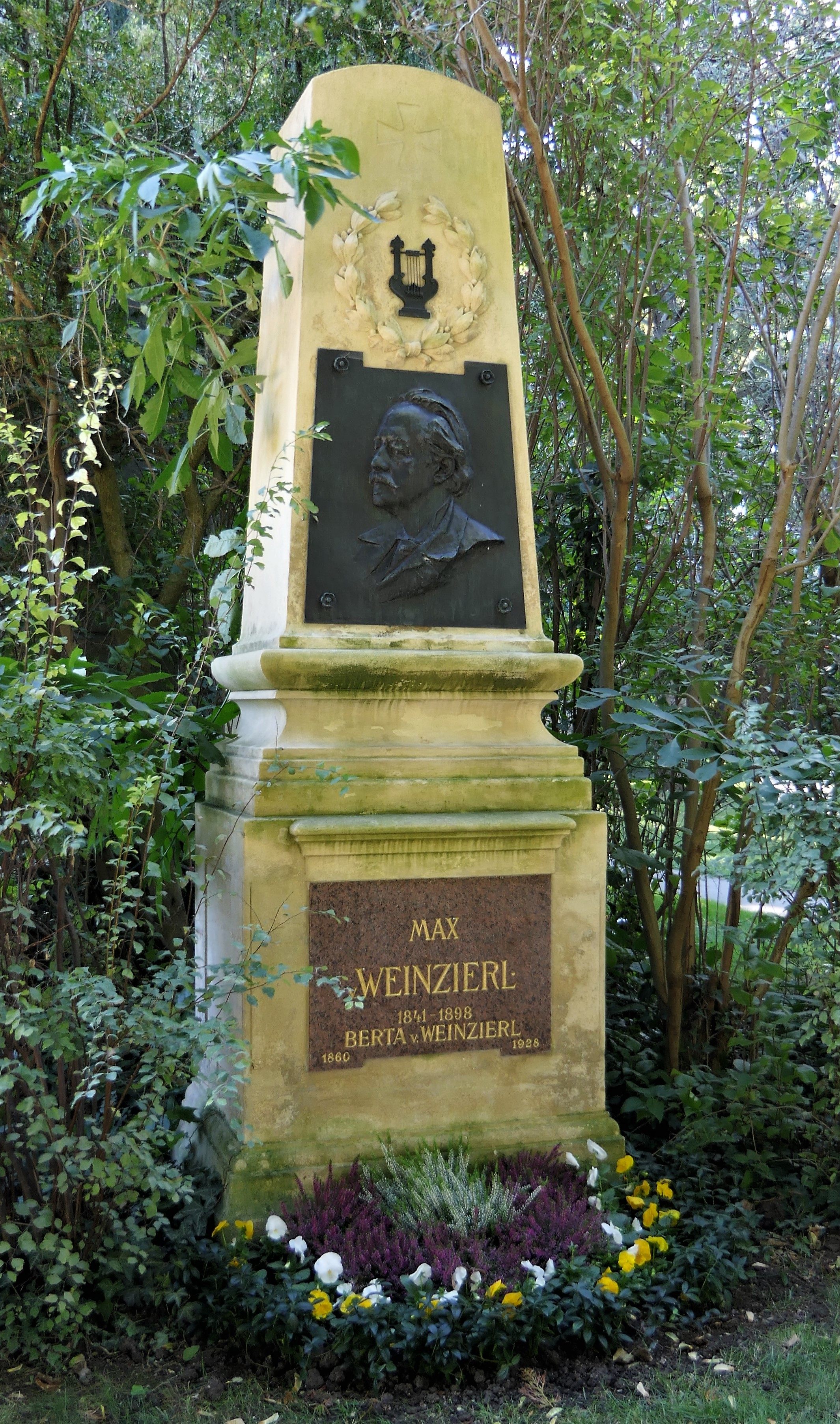
Ehrengrab von Max von Weinzierl auf dem Wiener Zentralfriedhof

Er wurde in einem Ehrengrab auf dem Wiener Zentralfriedhof (32A-50) beerdigt.
1906 wurde nach ihm die Weinzierlgasse im 14. Wiener Gemeindebezirk Penzing benannt.

## Werk (Auswahl)
- Partitur zu Karl Costa: Bruder Martin. Volksstück mit Gesang in 4 Akten. (Digitalisat)
- Bruno Zappert: Ein Böhm' in Amerika. Gesangs-Burleske in fünf Acten. In Böhmen und Mähren unter dem Titel Auf nach Amerika. Musik von Ludwig Gothov-Grünecke oder Max von Weinzierl. (Digitalisat)